# Malé Kršteňany
Malé Kršteňany es un municipio del distrito de Partizánske en la región de Trenčín, Eslovaquia, con una población estimada a final del año 2024 de 525 habitantes.
Se encuentra ubicado al sur de la región, cerca del río Nitra (cuenca hidrográfica del Danubio) y de la frontera con la región de Nitra.

## Demografía
| Año        | 1994 | 2004     | 2014    | 2024    |
| ---------- | ---- | -------- | ------- | ------- |
| Población  | 449  | 514      | 543     | 525     |
| Diferencia |      | +14,47 % | +5,64 % | −3,31 % |

| Año        | 2023 | 2024    |
| ---------- | ---- | ------- |
| Población  | 521  | 525     |
| Diferencia |      | +0,76 % |